# Echinorhynchida
Echinorhynchida, red parazitskih crva bodljikavih glava u razredu Palaeacanthocephala. sastoji se od 11 porodica s 342 vrste:
- Arhythmacanthidae (18)
- Cavisomidae (18)
- Diplosentidae () (6)
- Echinorhynchidae () (136)
- Fessisentidae () (5)
- Heteracanthocephalidae () (5)
- Hypoechinorhynchidae () (3)
- Illiosentidae () (30)
- Polyacanthorhynchidae (4)
- Pomphorhynchidae (33)
- Rhadinorhynchidae () (84)